# 安卓信用保險
安卓信用保险 是全球最大的信用保险公司之一，属于Grupo Catalana Occidente (GCO.MC) 的信用保险分支。在全球超过50个国家和地区提供信用保险、担保和商账追收业务。其业务范围可保护世界各地的公司免受在信用交易过程中所产生的支付风险。2024年，安卓年营业收入达到25亿欧元，获贝氏评级”A（优秀）前景稳定“和穆迪评级”A1前景稳定“。 
安卓信用保险每年为全球约4,650亿欧元的交易提供保险服务，掌握超过六千万家企业的相关信息，每天作出的信用限额决策超过20,000条。

## 历史
贸易信用保险是在第一次世界大战后由各政府和私人保险公司创立的，以此作为刺激经济的手段。安卓信用保险根植于这些早期的组织机构。
安卓信用保险集团的核心源自德国保险公司Gerling-Konzern Speziale Kreditversicherung (Gerling Credit)在2001年对荷兰保险公司Nederlandsche Credietverzekering Maatschappij (NCM)的收购。该公司之后被称为GERLING NCM。
NCM成立于1925年，其目标是改善荷兰公司的贸易状况。自1932年至今，安卓信用保险一直是荷兰政府的官方出口信用机构
在此之前，这两个公司各自都有过收购行为，包括收购了政府出口信贷结构（如NCM在1991年收购了英国出口信贷担保部）和私营保险公司（如Gerling Credit于1994年收购比利时的Namur Assurances du Crédit S.A.），这些被收购的组织本身可以追溯到贸易信用保险刚刚出现的1919年前后。现在的安卓集团在2004年更名为安卓，并于2008年与西班牙保险公司Crédito y Caución合并。安卓信用保险隶属于Grupo Catalana Occidente (GCO.MC)，是一家在西班牙乃至全球闻名的信用保险公司。——它联合了众多国际贸易信用保险公司及其遍布全球的子公司。
如今，尽管大部分股份由西班牙人掌控，控股公司Atradius N.V.总部依然设在荷兰的阿姆斯特丹。

## 产品
安卓信用保险现有约3,426位员工，在超过50个国家设有分支机构，提供各项产品和服务以帮助企业管理信用风险——在赊销模式下买家无法支付商品或服务的风险。这种风险管理在建立新合作关系和拓展新市场过程中尤为重要。安卓信用保险提供与保险相关的产品包括：
- 贸易信用保险
- 担保
- 分期付款保护(ICP)
- 再保险
- 追偿服务和商业信息服务

## 股东
- Grupo Catalana Occidente S.A.

Grupo Catalana Occidente S.A.直接或间接地成为许多保险公司的母公司。GCO在巴塞罗那和马德里证券交易所上市，在Atradius N.V.中持有83.20的股份，其中直接持有35.77%，通过Grupo CyC控股公司间接持有47.43%。
- Grupo Crédito y Caución S.L. (Grupo CyC)

Grupo Crédito y Caución S.L. (Grupo CyC)是一家多数股权（73.84%）掌握在Grupo Catalana Occidente的控股公司。Groupo CyC 持有Atradius N.V. 64.23%的股份。

## 管理层
Atradius N.V.是一家受荷兰法律管辖的有限公司，其管理层由董事会及监事会组成.
董事会成员包括:
- David Capdevila, 主席兼首席执行官
- Christian van Lint, 首席风险官
- Andreas Tesch, 首席营销官
- Claus Gramlich-Eicher, 首席财务官
- Marc Henstridge, 首席保险运营官

监事会成员包括:
- Xavier Freixes，主席
- Hugo Serra
- Désirée van Gorp
- John Hourican
- Carlos Halpern
- José María Sunyer
- Juan Ignacio Guerrero
- Joaquín Guallar
- Isabel Gomez